# 18282 Ilos
18282 Ilos è un asteroide troiano di Giove del campo troiano. Scoperto nel 1977, presenta un'orbita caratterizzata da un semiasse maggiore pari a 5,2266028 UA e da un'eccentricità di 0,0763116, inclinata di 8,70740° rispetto all'eclittica.
L'asteroide è dedicato a Ilo, fondatore di Troia.